# Barbara Halmirska

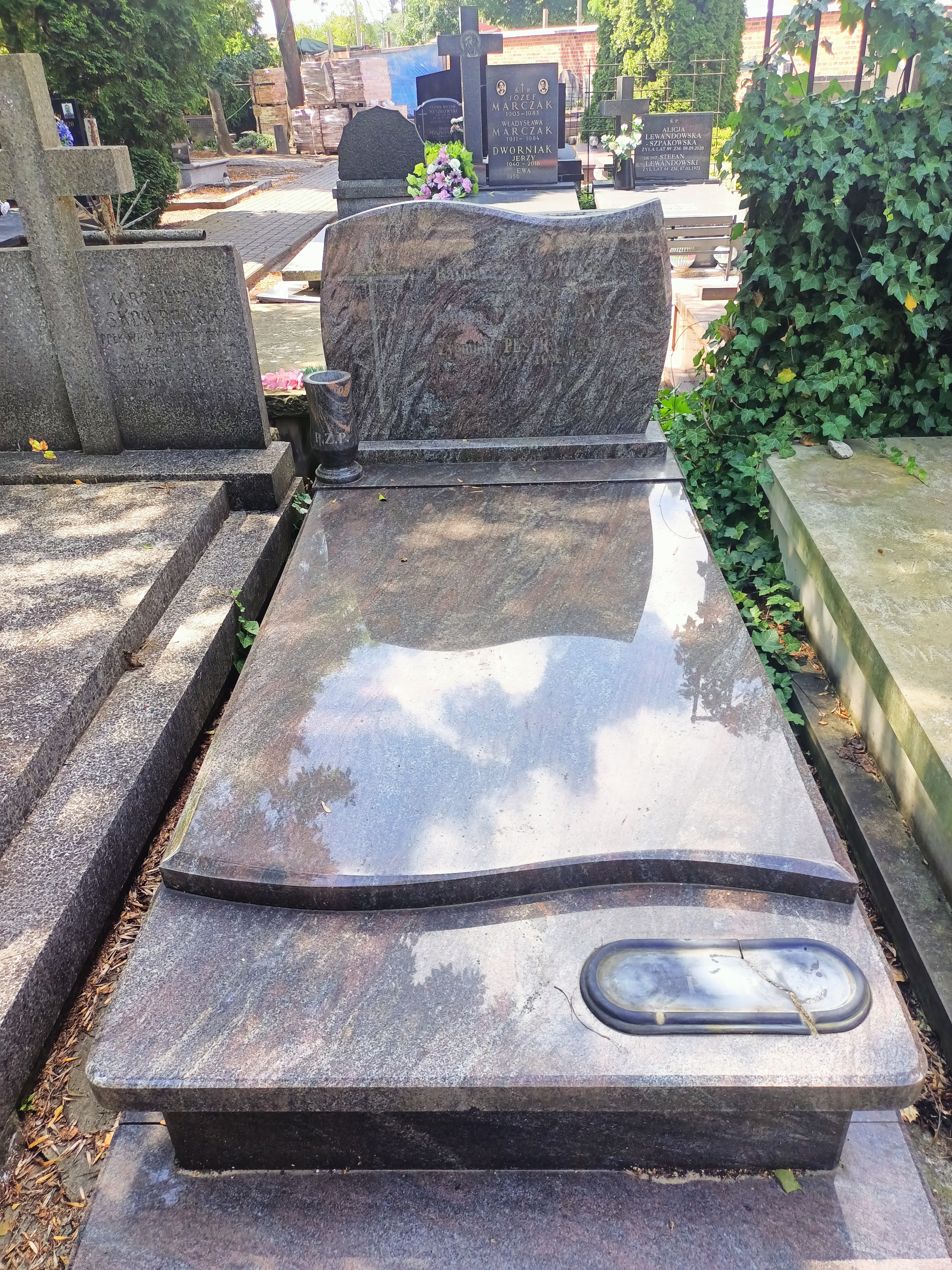
Grób Barbary Halmirskiej na Cmentarzu Powązkowskim w Warszawie

Barbara Halmirska, właśc. Barbara Pestrakiewicz (ur. 2 grudnia 1899 w Warszawie, zm. 27 stycznia 1973 tamże) – polska aktorka filmowa i teatralna, a także śpiewaczka.

## Życiorys
Urodziła się w rodzinie Stanisława Pestrakiewicza i Aliny z Antoszkiewiczów. Ukończyła szkołę śpiewu Marii Sobolewskiej. Karierę sceniczną rozpoczęła w 1922 roku w warszawskim kabarecie „Stańczyk”. Następnie grała w teatrach muzycznych w Częstochowie, Wilnie, Poznaniu, Warszawie, Lwowie i Bydgoszczy.
W latach 1939–1940 występowała w teatrze muzycznym Lutnia w Wilnie, w roku 1941 w jawnym warszawskim teatrze rewiowym „Figaro”.
Po wojnie występowała początkowo w Toruniu, a następnie w latach 1947–1949 w łódzkim Teatrze Literacko-Satyrycznym Osa, a w latach 1949–1971 należała do zespołu warszawskiego Teatru Syrena. Na początku lat 50. występowała w Radiowym Teatrzyku Eterek Jeremiego Przybory.
Zmarła w Warszawie, pochowana na cmentarzu Powązkowskim (kwatera d-7-8).

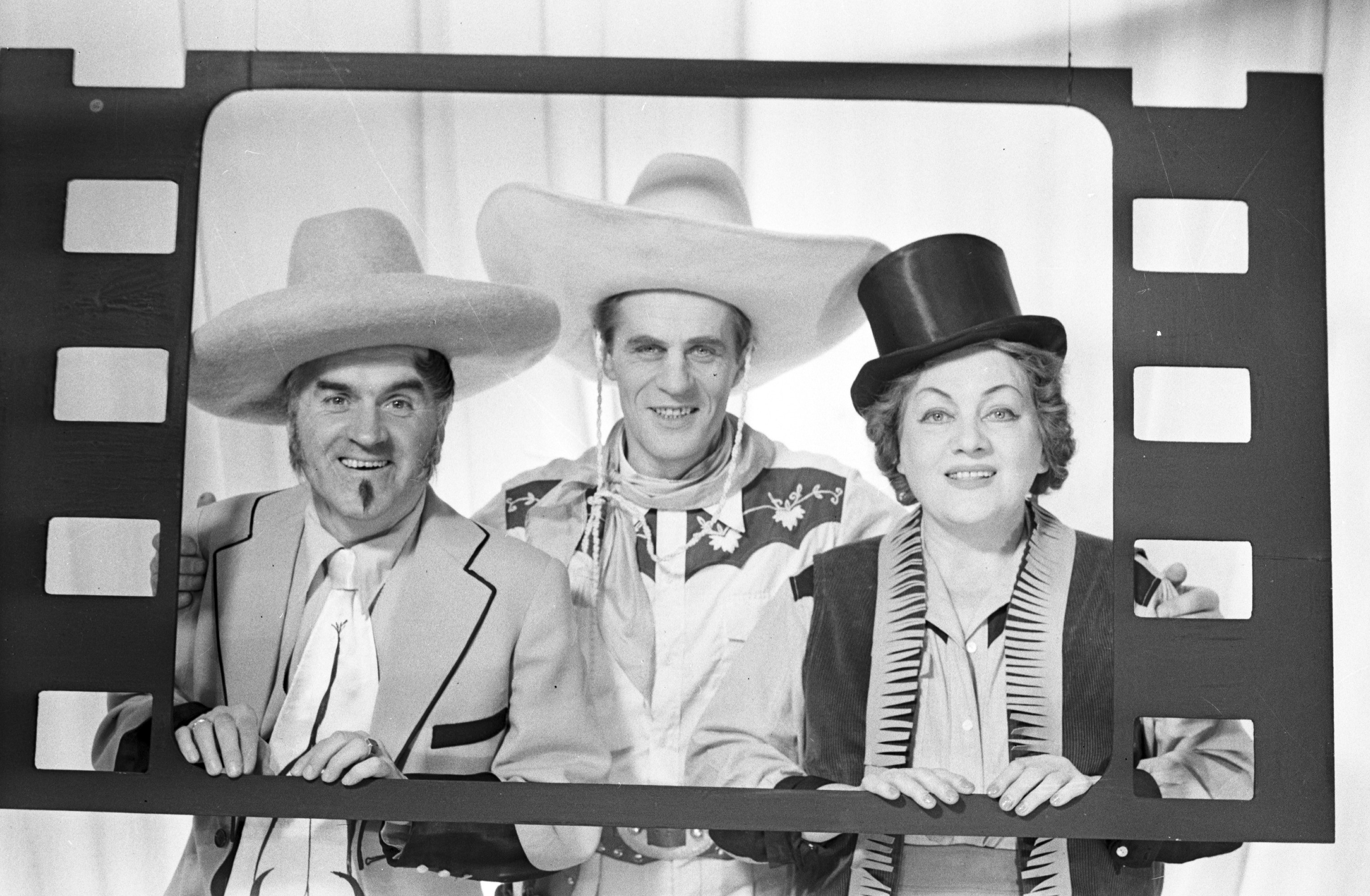
Stefan Witas, Wacław Zadroziński i Barbara Halmirska w sztuce Jim strzela pierwszy w Teatrze Syrena w Warszawie (1959)

## Filmografia
- 1962: Jutro premiera jako znajoma Wiewiórskiego w kawiarni Klubu Literatów
- 1959: Miejsce na Ziemi jako sąsiadka Andrzeja
- 1948: Skarb jako wielokrotna mężatka wychodząca z USC